# Grande Casse
Grande Casse je nejvyšší hora horského masivu Vanoise.
S nadmořskou výškou 3 855 metrů náleží také mezi nejvyšší hory Francie. Grande Casse leží v centrální části Vanoise a rovněž také ve střední části Národního parku Vanoise, v departementu Savojsko. Severovýchodně od hory, mimo území národního parku, se nachází známá zimní turistická střediska Val d'Isere a Tignes.